# Leptocybe invasa
Leptocybe invasa Fisher & La Salle, 2004 es un himenóptero parasitoide de la subfamilia Eulophidae, única especie del género Leptocybe.

## Descripción
La hembra tiene una longitud de entre 1 a 1,5 mm y es de color marrón con un brillo metálico.

## Biología

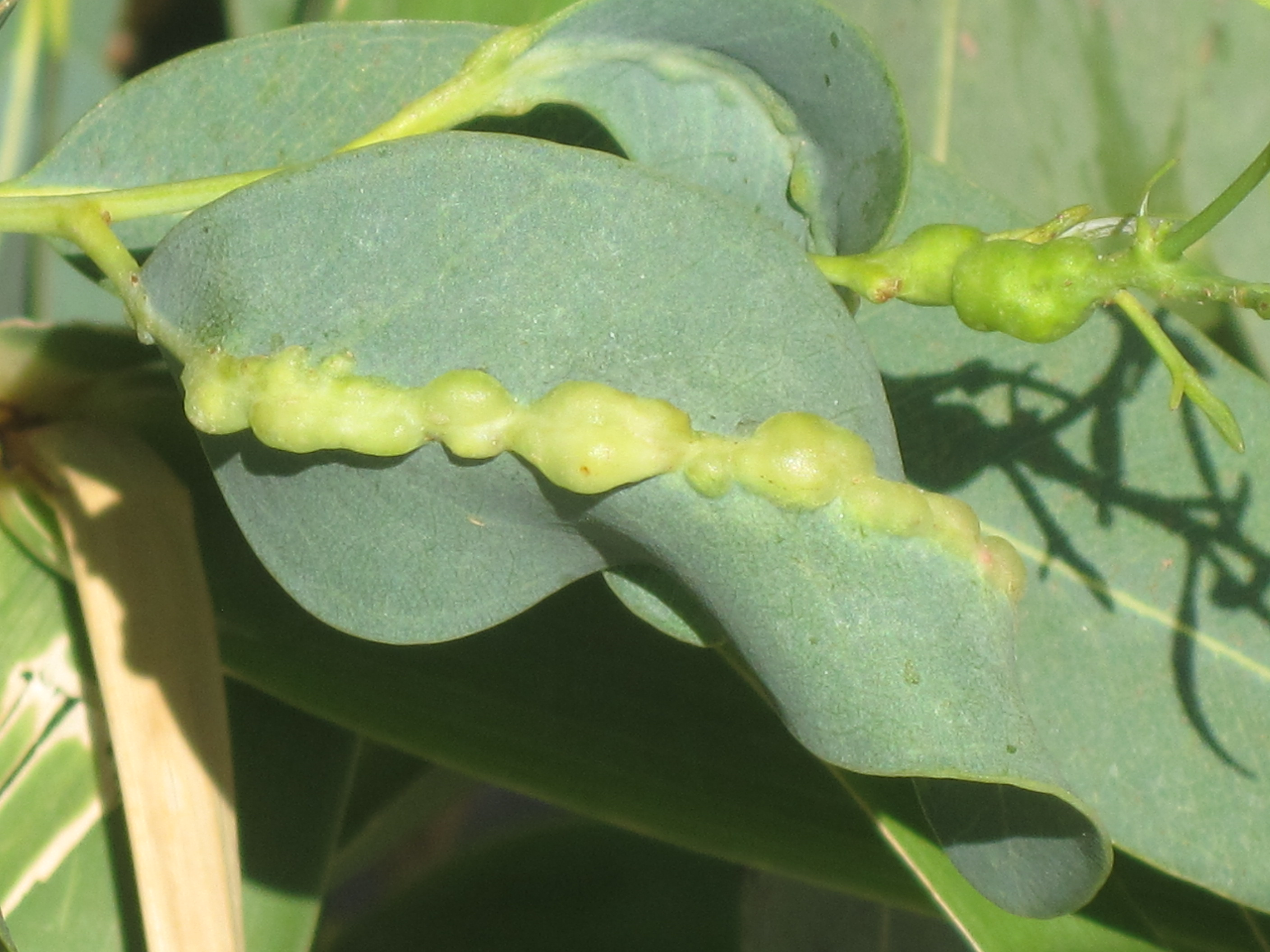
Agalla de L. invasa

L. invasa se reproduce por partenogénesis telitoca, parasitando varias especies de Eucalyptus. El desove se produce en el parénquima, en las venaciones centrales, peciolos de hojas jóvenes. Una vez que se ha completado el desarrollo dentro de las agallas formadas, la larva empupa, y el adulto sale perforando la agalla con su mandíbula. La presencia del macho de esta especie es rara.
Esas agallas causan deformaciones de las hojas y en ataques intensos puede ocurrir la defoliación. El debilitamiento y el retraso en el crecimiento de los árboles es una consecuencia directa de los ataques debidos a la avispa. En los viveros, un ataque de esta avispa, puede llegar a ocasionar la muerte de gran parte de la producción si no se la detecta prematuramente; cuando esto sucede en plantaciones jóvenes también puede llegar a ocasionar la muerte de las plantas.

## Distribución
La especie es originaria de Australia, siendo introducida accidentalmente en varios países, a través del comercio viverístico de las plantas hospederas.

Actualmente se la encuentra en Francia, Italia, Portugal, España, Argelia, Kenia, Marruecos, Siria, Tanzania, Uganda, Jordania, Irán, Israel, Tailandia, Turquía, Vietnam; en 2008: USA (Florida), Brasil; en 2011: Argentina.